# Capgemini
Pour les articles homonymes, voir Gemini.
Capgemini est une entreprise de services du numérique française (ESN) créée par Serge Kampf en 1967 à Grenoble, sous le nom de Sogeti. Basée à Paris, la société fait partie du CAC 40 à la Bourse de Paris.

## Histoire

### 1967-1975: Sogeti
Le 1er octobre 1967, la Société pour la gestion de l'entreprise et traitement de l’information (Sogeti) est créée avec un capital de 1 000 000 francs à Grenoble par Serge Kampf, ancien directeur régional Dauphiné-Savoie de Bull. Sogeti compte alors cinq employés, tous venus de Bull, et propose dans la région Rhône-Alpes de l'assistance technique pour le démarrage des ordinateurs et la mise en œuvre de programmes de gestion : « La recette du groupe n'avait rien de diabolique : 1/3 de bon sens, 1/3 d'audace, 1/3 de chance avec un zeste de patience et beaucoup d'heures supplémentaires ». En 1968, après une tentative manquée de prise de contrôle de la part d'un groupe d'actionnaires, Serge Kampf détient l'essentiel (84 %) du capital.
En 1970, Hermès Informatique, filiale d'infogérance d'infrastructures commune à Sogeti et Cofradel, est créée. Cette même année, la société lyonnaise des dépôts, les Docks lyonnais et le groupe Le Dauphiné libéré entrent au capital d'Hermès Informatique. La même année, Sogeti acquiert Solame (Société lyonnaise d'applications mécanographiques), société d'informatique spécialisée dans le traitement à façon (externalisation de la comptabilité).
En 1971, Solame, Hermès Informatique et la société Infor fusionnent pour donner naissance à la société Eurinfor, spécialisée dans l'externalisation des services informatiques (infogérance). Eurinfor devient une entreprise deux fois plus importante que Sogeti qui est un des principaux actionnaires. La filiale Sogeti-Formation est également créée.
En 1973, la délégation à l'informatique, structure de l'État chargée de favoriser le développement du secteur de l'informatique, pousse la filiale informatique du CEA, la Cisi (Compagnie internationale des services informatiques), à prendre une participation de 34 % dans Sogeti et Eurinfor, afin de constituer un leader important français dans les services informatiques. Ce rapprochement sera difficile, et Serge Kampf qui veut garder son indépendance et la majorité du capital, s'engage en contrepartie à céder à terme sa participation dans Eurinfor à la Cisi.
En mars 1973, Serge Kampf rachète à titre personnel la participation à 15 % de la banque La Hénin (groupe Suez) dans l'un de ses principaux concurrents, le groupe CAP (Centre d'analyse et de programmation), fondé en 1962. L'arrivée de Serge Kampf dans le capital provoque de graves tensions au sein du CAP, aggravant les conflits entre les actionnaires, conflits qui avaient déjà poussé la banque La Henin à vendre sa participation. En juillet 1973, excédé par les tensions au CAP, l'ancien président de celui-ci, Bertrand Asscher, vend sa participation de 34 % dans le CAP à Sogeti. Sogeti et Serge Kampf détiennent alors seulement 49 % du capital du CAP, mais sont le premier actionnaire de l'ESN. En mars 1974, fatigués des conflits au sein du CAP, les deux autres actionnaires cèdent leur part à Sogeti. Le 5 juin 1974, CAP et Sogeti fusionnent pour donner Cap Sogeti.
En septembre 1974, Cap Sogeti acquiert Gemini Computer Systems, une ESN présente en Europe, mais aux capitaux américains.
Au milieu des années 1970, à l'aube de la naissance de Capgemini, l'activité du groupe tourne autour de quatre grands types d'activités :
- l'infogérance (appelé alors Facilities Management) avec Eurinfor (leader en France),
- l'assistance technique (qualifié alors péjorativement de body shopping) : mise à disposition d'analystes programmeurs et d'ingénieurs,
- le conseil en organisation,
- les activités de traitement et d'exploitation de l'information (saisie et traitement de données).

### 1975-1991: groupe Cap Gemini Sogeti (CGS)
Le 1er janvier 1975, Cap Sogeti et Gemini Computer Systems fusionnent pour donner naissance au groupe Cap Gemini Sogeti (CGS) qui devient la première SSII en France à l'époque avec 180 millions de francs de chiffre d'affaires et 1850 salariés.
En aout 1975, avant son rachat par Sogeti, le CAP s'était développé à l'international avec la création quelques années auparavant avec une SSII anglaise, s'appelant également Cap (CAP UK) d'une filiale commune CAP Europe dont le groupe français Cap (Cap France) détenait 42,5 % du capital. Mécontent du rapprochement de CAP France avec Sogeti, CAP UK se dispute avec Cap Gemini Sogeti, la participation dans Cap Europe, qui est présente dans quatre pays européens dont les Pays-Bas, qui était la plus grosse entité de Cap Europe. L'entité néerlandaise décide de faire passer un oral afin de choisir une option (celle de CAP UK ou celle de Cap Gemini Sogeti). Finalement, le choix se porte sur le groupe français, qui promet une certaine indépendance aux filiales de CAP Europe.
En 1975, conformément à ses engagements auprès de la Cisi, le groupe se sépare de ses activités d'infogérance (Eurinfor).
En 1976, le groupe entre dans le capital de Bossard Consultants, qui compte parmi ses responsables Jean-René Fourtou.
En 1977, le groupe essaye de se séparer de la Cisi, son encombrant actionnaire à 34 %, qui est à la fois un concurrent du groupe Cap Gemini Sogeti. Une tentative de rapprochement avec EDS est envisagé. En 1978, après l'échec du rapprochement avec EDS, une première filiale aux États-Unis (Cap Gemini Inc) est créée.
En 1979, le groupe fait appel à Jacques Séguéla pour trouver un nom plus commercial et international. Les propositions telles que Sogecap ou International Computer Services ne sont finalement pas retenues et le groupe garde son nom.[réf. nécessaire]
En 1980, le groupe crée Cap Gemini Logiciel, filiale spécialisée dans les activités télématiques qui participera dans un consortium à la création de l'annuaire électronique sur Minitel.
En 1981, Cap Gemini Inc rachète la SSII américaine DASD. Cette acquisition est pour l'époque la plus grosse acquisition d'une SSII américaine par des européens. La même année, la Cisi vend sa participation de 34 % dans Cap Gemini Sogeti à un pool bancaire. Le groupe veut alors entrer en Bourse, mais l'arrivée de François Mitterrand qui veut lancer un programme de nationalisation et interdire les sociétés d'intérim, auxquelles sont assimilées les SSII, retarde ses ambitions.
En 1982, le groupe atteint 1 milliard de francs de chiffre d'affaires (dont 50 % à l'étranger)[réf. nécessaire].
En 1983, Cap Gemini Sogeti cède des activités de saisies informatiques et de la Sorinfor (prestations machines). Le groupe se concentre sur les activités intellectuelles. La même année, la CGIP (holding d'Ernest-Antoine Seillière) acquiert pour 200 millions de Francs, les 34 % du capital autrefois détenu par la Cisi. Toujours en 1983, Jacques Stern actionnaire à 34 % de la SSII Sesa (société de services et de systèmes informatiques), est nommé à la direction de Bull, nationalisé par l'État. Il vend sa participation à Cap Gemini Sogeti, qui prend ainsi le contrôle d'une société fournissant autrefois des systèmes complexes pour l'armée, les télécommunications et les transports, et qui est très présente dans les nouveaux métiers que sont l'intégration de systèmes et les réseaux de transmissions de données.
En 1984, l'anglais devient la langue officielle du groupe.
En 1985, Cap Gemini Sogeti est introduit à la Bourse de Paris. Le groupe ouvre son capital à hauteur de 10 %, la demande porte sur 40 millions d'actions à 650 francs, soit 123 fois l'offre disponible. À tel point que les autorités boursières demandent une hausse du prix de souscription d'une action qui passe alors à 875 francs. La même année, le groupe double sa taille aux États-Unis avec l'acquisition des services informatiques de CGA Computers.
En 1987, CGE (Alcatel) actionnaire à 51 % de SESA (Société d'étude des systèmes d'automation) est privatisé, et vend pour un montant non révélé sa participation dans la SESA, qui permet à Cap Gemini Sogeti d'accroître son chiffre d'affaires d'un milliard de francs. Les activités françaises prennent le nom de Cap Sesa, le groupe portant toujours le nom de Cap Gemini Sogeti.
Le 1er janvier 1988, Cap Gemini Sogeti (environ 3 800 salariés) et SESA (environ 1 200 salariés) fusionnent. La même année, le groupe IBM tente de racheter Cap Gemini Sogeti, leader européen et numéro 5 mondial des services informatiques, où IBM est encore peu présent. Bien que les négociations soient poussées, elles n'aboutissent pas. En avril 1988, le groupe Cap Gemini Sogeti prend une participation dans Sema-Metra pour entraver sans succès le projet de fusion entre Sema-Metra et CAP Scientific.
En 1989, le groupe réalise 7 milliards de francs de chiffres d'affaires et emploie 12 000 salariés.
En juin 1990, Le groupe organise à Marrakech une rencontre des managers. Ces derniers sont appelés à voter pour le choix stratégique du groupe.
- 1er scénario : renforcement du groupe dans ses métiers de bases, meilleure coordination de ses prestations.
- 2e scénario : convergence des métiers, développement de la gamme de services dans chaque pays où le groupe est implanté.
- 3e scénario : faire du groupe Cap Gemini Sogeti l'un des 3 ou 4 leaders mondiaux des services informatiques en le renforçant là où il est peu présent (Angleterre, Allemagne), en externalisant (infogérance autrefois abandonnée), et en le réorganisant autour d'une direction à la fois géographique et par secteurs d'activités économiques. Ce scénario entraînerait un risque de faire perdre l'indépendance au groupe.

Le premier scénario recueille 12 % des suffrages exprimés, le second 37 % et le troisième, 51 % des suffrages.
Le 13 juillet 1990, Cap Gemini Sogeti acquiert la SCS, la 2de SSII allemande derrière Debis SystemHause (groupe Daimler-Benz). Le 18 juillet 1990, Cap Gemini Sogeti acquiert, pour 2 milliards de francs, Hoskyns, leader européen de l'infogérance employant plus de 3500 salariés, auprès du groupe britannique Plessey (en).
Cap Gemini Sogeti recherche depuis 1989, un actionnaire industriel stable. Des contacts sont pris avec France Télécom, et ATT. Le 23 juillet 1991, finalement, Daimler-Benz entre à 34 % dans le capital du groupe à travers un montage financier complexe et évolutif. Beaucoup voient dans cette entrée au capital, la chronique d'un rachat annoncé. En 1991, Gemini Consulting est créé par la fusion des différentes acquisitions du groupe dans le domaine du conseil (United Research, Mac Group, Gamma International) dans une holding regroupant 1 400 consultants dans le monde.

### 1992-1999: le groupe se réorganise
En 1992, Cap Gemini SCS (Allemagne) et la division prestations informatique de Debis SystemHaus, du groupe Daimler-Benz fusionnent pour donner naissance à Cap Debis.
En juillet 1992, après 20 ans de croissance rapide (15 à 20 % par an), le secteur informatique s'essouffle, la croissance du secteur se ralentit et la concurrence des géants américains devient dangereuse.
En 1993, le programme Genesis met en place une organisation uniforme au niveau mondial (aujourd'hui abandonné), structurée de la manière suivante :
- division support (comptabilité, RH, communication) ;
- divisions opérationnelles regroupées par secteurs géographiques (SBA : Strategic Business Area) elle-même divisée en d'autres divisions :
  - Market Development Unit (MDU) : fonctions commerciales auprès d'un secteur donné ;
  - skill-center (centre de services) : réalisations des prestations informatiques d'un secteur donné et commercialisées par les MDU.

Le plan sera confié à Gemini Consulting et représentera un investissement de 150 millions de dollars.
En 1995, après trois années de pertes, le groupe affiche un bénéfice de 52 millions de francs. La même année, le programme Convergence, visant à rapprocher les fonctions de conseil et techniques, est lancée ; il débouchera à la création en 1997 de GMU (Global Market Unit), des pôles transnationaux mélangeant les activités conseils et techniques autour de secteurs donnés.
En 1996, pour suivre les ambitions de globalisation du plan Genesis, le groupe change de nom pour adopter un nom au niveau mondial, et devient Cap Gemini. Une nouvelle Strategic Business Area en Asie, basée à Singapour, est lancée.
En 1997, le groupe acquiert les 51 % restants du capital de Bossard Consultants, leader français du conseil employant 700 personnes et générant 900 millions de francs de chiffre d'affaires. La même année, Daimler-Benz cède sa participation dans le capital du groupe. La crise économique et du secteur informatique, ainsi que les conflits entre les dirigeants de Cap Gemini et de l'actionnaire allemand, pousseront Daimler-Benz à vendre sa participation alors qu'en 1991, il envisageait clairement de racheter Cap Gemini. La CGIP par un montage financier acquiert la participation de Daimler-Benz et possède 34 % du capital, seuil limite avant le déclenchement d'une OPA.

### À partir de 2005: retour à la croissance

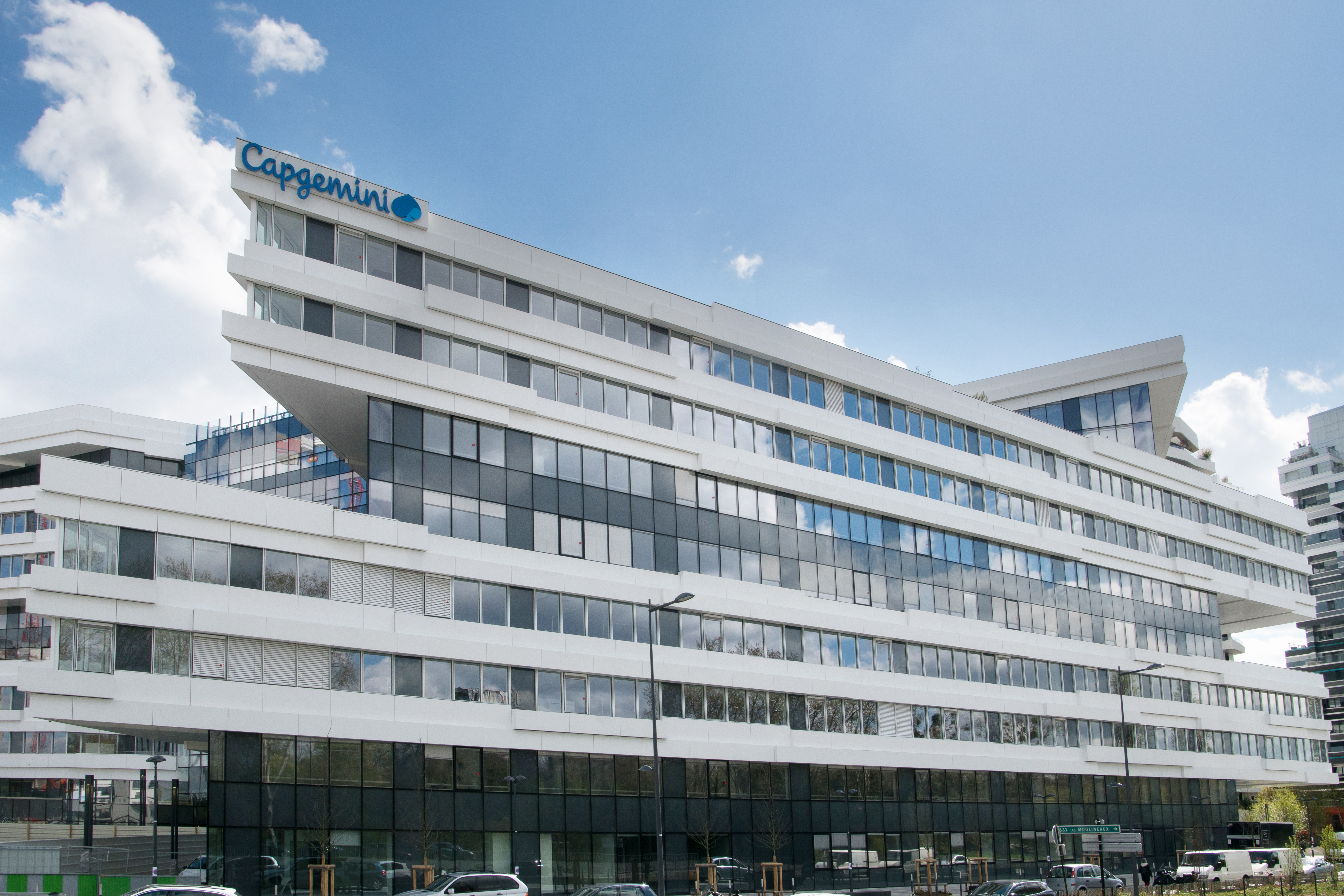
Site d'Issy-les-Moulineaux de Capgemini, quai du Président-Roosevelt, baptisé le « 147 ».

En 2005, l'activité de conseil est à nouveau filialisée pour former Capgemini Consulting. La même année, l'activité américaine (plan Booster) est réorganisée avec un nouveau système de management. Le plan MAP (Margin Acceleration Plan) est lancé. Il vise à redresser la rentabilité de l'activité infogérance, via une réduction des coûts, le développement de l'offshore et de la TMA, la renégociation des contrats déficitaires et la recherche de contrats de plus petites tailles.
En 2007, Capgemini acquiert Kanbay International (en), une ESN américaine dont la production se fait principalement depuis l'Inde afin de renforcer ses offres offshore.
En 2007 également, le plan stratégique i3 (industrialisation, innovation, intimité client) est lancé. Il est destiné à accroître la rentabilité du groupe et la pérennité de son activité, souvent soumise aux cycles économiques[C'est-à-dire ?].
Le 25 juillet 2008, Capgemini annonce l'acquisition du hollandais Getronics PinkRoccade Applications commerce Services BV pour un coût de 255 000 000 €.
En 2009, Capgemini confirme ses objectifs au premier trimestre. L’annonce de ces résultats stables rassure les investisseurs[réf. nécessaire]. Le 9 avril, Capgemini regroupe sous la marque Capgemini Consulting ses activités de conseil à travers le monde. Cette nouvelle entité globale de conseil est dotée de 4 000 consultants dans plus de trente pays[réf. nécessaire]. Début avril, Capgemini lance une émission d’obligations convertibles Océane à hauteur de 500 millions d’euros. Bien perçue par les marchés financiers, l’opération rencontre une forte demande.
En février 2010, le suédois IBX rejoint le groupe. En juin Capgemini annonce l'acquisition de Strategic Systems Solutions, une entreprise spécialisée dans les marchés de capitaux ainsi que de Plaisir Informatique, une société française spécialisée dans les migrations de données complexes dans le secteur bancaire et des assurances. En septembre, CPM Braxis, la plus grande société de consultant en informatique brésilienne rejoint Capgemini. En novembre, Capgemini acquiert Thesys Technologies Private Limited, une société indienne de services informatiques. En décembre, Capgemini acquiert le fournisseur allemand IT-Services CS Consulting GmbH.
En avril 2011, Capgemini acquiert 100 % du capital d'Avantias, société créée en 2006, spécialisée dans la mise en place de solutions ECM (Entreprise Content Management) et d'Artesys, un fournisseur d'infrastructure informatique. En juin de la même année, l'acquisition de Prosodie, opérateur de services multi-canaux, est finalisée ainsi que celle de Praxis Technology, un spécialiste de l'industrie des services publics chinois. En juillet, l'italien AIVE Group, fournisseur de services informatiques rejoint le groupe.
En avril 2012, Paul Hermelin succède à Serge Kampf, le fondateur de l'entreprise, qui annonce son départ après 45 ans de collaboration.
En mai 2013, Areva annonce sa volonté de céder sa filiale informatique Euriware. Capgemini serait le plus à même de conclure cette vente, face à Atos et à Steria. Areva vend Euriware à Capgemini le 7 mai 2014. En mai, toujours, Capgemini achète Strategic Systems & Products Corp (SSP), un fournisseur de solutions pour l'industrie pétrolière et gazière.
En avril 2015, Capgemini, alors sixième entreprise mondiale en informatique, acquiert l'entreprise américaine d’infogérance Igate, pour 4 milliards de dollars,.
Le 15 mars 2016 Serge Kampf meurt à l'âge de 81 ans à Grenoble, où il a créé Capgemini 49 ans plus tôt.
En mai 2016, la demande d'augmentation de salaire de Paul Hermelin (de 18 %, ce qui équivaut à 100 000 euros) crée une polémique et la réaction des syndicats, qui signalent que les salariés de l'entreprise ne sont augmentés que de 1 %. Cela intervient dans le cadre de la controverse au sujet de la rémunération des dirigeants des grandes entreprises.
En 2016, Capgemini est l’ESN qui a le plus gros chiffre d'affaires du pays.
L'année 2017, le groupe renforce ses métiers du numérique et du cloud avec les acquisitions ciblées d'Itelios, TCube Solutions, Idean et Lyons Consulting Group.
Après deux relèvements de guidance dans l’année, en juillet et en octobre, le groupe poursuit sa croissance avec un chiffre d'affaires de 13 197 millions d’euros, en progression de 5,4 % par rapport à celui de 2017 et une marge opérationnelle qui atteint 1 597 millions d’euros et 12,1 % du chiffre d’affaires, en progression. Le résultat net est en recul de 11 % sur un an, à 730 millions d'euros contre 820 millions d'euros en 2017, en raison d'une hausse de ses impôts. Le cloud et le numérique représentent désormais environ 45 % du chiffre d'affaires du groupe,. Elle reste l’ESN qui a le plus gros chiffre d'affaires du pays.
Le 24 juin 2019, Capgemini annonce avoir trouvé un accord pour le rachat d'Altran, une autre société de conseil en technologie. Avec cette acquisition, le groupe devrait peser 17 milliards d'euros de chiffres d'affaires annuels et devenir « un leader mondial de la transformation numérique des entreprises industrielles et de technologie », selon un communiqué commun aux deux entreprises. Le montant de l'acquisition s'élève à 3,6 milliards d'euros avant la prise en compte de la dette financière nette de 1,4 milliard d'euros. Un rapprochement des deux entités n'est cependant pas prévu avant la fin de l'année 2019.
Début juin 2020, Capgemini est retenu pour aider les administrations françaises à se doter du Cloud via la centrale publique d'achat Ugap,.
En mai 2020, le groupe annonce que l’État va lui verser 91 millions d’euros d'aide pour couvrir le chômage partiel de 3000 de ses employés provoqué par la crise du Covid-19. La CGT dénonce alors l'attitude de la direction estimant que cette aide correspond à la baisse du dividende par solidarité. Le groupe choisira dès juin 2020 d'arrêter le recours au chômage partiel, assumant la charge des employés sans mission à cette date.
En avril 2021, l'entité Capgemini Engineering est créée en fusionnant sous cette bannière la société Altran et l'ancienne entité ingénierie du groupe DEMS (Digital Engineering & Manufacturing Services).
En mai 2021, Capgemini s'associe à Orange et Microsoft pour créer une société baptisée "Bleu" spécialisé dans la fourniture de technologie d'informatique en ligne pour les entreprises et les administrations dont les données sont sensibles.
En juillet 2021, Capgemini annonce le rachat pour 145 millions d'euros d'Empired, une société australienne spécialisée dans le cloud.
Plusieurs sites français de Capgemini se mettent en grève en 2024 après l'échec des négociations pour revaloriser la rémunération des salariés, alors même qu'une augmentation de 30 % a été accordée aux dirigeants du groupe.

## Métiers et activités
Le groupe définit ses métiers en 4 grandes catégories :
- le conseil en stratégie et transformation à travers Capgemini Invent : 6 % du CA, 12 680 salariés
- les services applicatifs : 64 % du CA, 122 555 salariés
- les services de technologie et d'ingénierie : 15 % du CA, 27 470 salariés
- les autres services d'infogérance : 15 % du CA, 46 490 salariés

Les effectifs offshore du groupe représentent près de 122 000 salariés et 58 % de l’effectif total. (2018)

### Pôles d'activité
| Applications, testing | Applied Innovation Exchange | Cloud                             | Cybersécurité & risques      |
| Numérique et données  | Intelligence artificielle   | Services d’externalisation métier | Transformation et innovation |

### Structures opérationnelles
En 2018, Capgemini a remodelé son organisation. À l'échelle mondiale, organisation en grandes unités opérationnelles (Strategic Business Units ou SBU).

### Présence internationale
Le groupe Capgemini est présent dans plus de 40 pays.
En 2018, les principaux marchés de Capgemini sont :
- France : 22 % du CA
- Reste de l'Europe : 39 % du CA
- Amérique du Nord : 32 % du CA
- Reste du monde : 7 % du CA

En 2021, sur un effectif total de 270 000 salariés de Capgemini et de ses filiales, 160 000 salariés sont localisés en Inde.

### Secteurs d'activités
En 2023, les principaux secteurs de Capgemini sont :
- Industrie, automobile et sciences de la vie : 27 % du CA
- Services financiers : 22 % du CA
- Secteur public : 14 % du CA
- Biens de consommation, commerce, distribution et transport : 13 % du CA
- Énergie, utilities et chimie : 8 % du CA
- Autres : 5 % du CA

## Organisation de l'entreprise

### Direction de l'entreprise
Depuis, le 20 mai 2020, le groupe est dirigé par Aiman Ezzat, directeur général. Paul Hermelin est nommé Président. Il est assisté par six directeurs généraux adjoints. Ils forment le comité de direction générale du groupe (Group Executive Board).

## Données financières et boursières
| Années                        | 2003  | 2004  | 2005  | 2006  | 2007  | 2008  | 2009  | 2010  | 2011  | 2012   | 2013   | 2014   | 2015   | 2016   | 2017   | 2017 retraité | 2018   | 2019   | 2020   | 2021   |
| ----------------------------- | ----- | ----- | ----- | ----- | ----- | ----- | ----- | ----- | ----- | ------ | ------ | ------ | ------ | ------ | ------ | ------------- | ------ | ------ | ------ | ------ |
| Chiffre d'affaires (M€)       | 5 750 | 6 235 | 6 954 | 7 700 | 8 703 | 8 710 | 8 371 | 8 697 | 9 693 | 10 264 | 10 100 | 10 600 | 11 915 | 12 539 | 12 792 | 12 525        | 13 197 | 14 125 | 15 848 | 18 160 |
| Marge opérationnelle (M€)     |       |       |       |       |       |       |       |       |       |        |        | 970    | 1 262  | 1 440  | 1 493  | 1 493         | 1 597  | 1 741  | 1 879  | 2 340  |
| % chiffres d'affaires         |       |       |       |       |       |       |       |       |       |        |        | 9,2    | 10,6   | 11,5   | 11,7   | 11,9          | 12,1   | 12,3   | 11,9   | 12,9   |
| Résultat net part groupe (M€) | -197  | -359  | +141  | +293  | +440  | +453  | +178  | +280  | +404  | +370   | +442   | +580   | +1 124 | +921   | +820   | +820          | +730   | +856   | +957   | +1 157 |
| Fonds propres (M€)            | 3 350 | 2 788 | 2 992 | 3 697 | 3 851 | 3 939 | 4 213 | 4 314 |       |        |        |        |        |        |        |               | 7 480  |        |        |        |
| Dettes financières (M€)       | 202   | 768   | 1 145 | 1 160 | 1 059 | 1 032 | 1 328 | 1 306 |       |        |        |        |        |        |        |               |        | 600    | 4 904  | 3 224  |
| Résultat par action(€)        |       |       |       | 2,03  | 3,03  | 3,09  | 1,16  | 1,80  | 2,59  |        |        |        | 6,33   | 5,25   |        |               | 4,37   | 5,15   | 5,71   | 6,87   |
| Dividende par action(€)       |       |       |       | 0,70  | 1,00  | 1,00  | 0,80  | 1,00  | 1,00  | 1,00   |        |        | 1,35   | 1,55   | 1,70   |               | 1,70   | 1,35   |        |        |

Actionnaires principaux en 2018 : 86,1 % investisseurs institutionnels (67,6 % internationaux et 18,5 % Français), 7,5 % Actionnaires individuels, 6,1 % Administrateurs et salariés du groupe (0,20 % détenu par les personnes physiques membres du Conseil d’Administration), 0,3 % Auto-détention. Le cinquième plan d’actionnariat salarié ESOP (Employee Share Ownership Plan) visant à associer les collaborateurs au développement et à la performance du groupe (novembre 2018) a connu un large succès, avec une sur-souscription de 191 %. Il contribue à maintenir l’actionnariat salarié à plus de 5 % du capital.

## Actionnaires
| Nom                                                          | %      |
| ------------------------------------------------------------ | ------ |
| Amundi Asset Management                                      | 5,69 % |
| Fidelity Management & Research                               | 4,82 % |
| The Vanguard Group                                           | 2,37 % |
| Norges Bank Investment Management                            | 2,33 % |
| McKinley Capital Management                                  | 2,02 % |
| Harris Associates (en)                                       | 1,33 % |
| JPMorgan Asset Management (UK)                               | 1,27 % |
| Amundi Ireland                                               | 1,22 % |
| Fidelity International Limited (en) Investment Advisors (UK) | 1,10 % |
| DNB Asset Management                                         | 1,04 % |

## Communication

### Partenariats
En juin 2021, Capgemini s'associe avec Orange, Generali et Sanofi pour fonder Future4care, un accélérateur de start-up ainsi qu'un institut spécialisé dans le domaine de la santé numérique.
En septembre 2021, Capgemini annonce avoir signé un contrat pour devenir le partenaire majeur de la Coupe du Monde de rugby à XV 2023, organisée en France.
Fin septembre 2021, Capgemini signe un partenariat de six ans avec la Ryder Cup, un tournoi de golf qui oppose une sélection d'Europe à une sélection américaine et qui est organisé tous les deux ans. Ce partenariat prévoit d'aider les organisateurs du tournoi à accélérer la transformation digitale de la compétition et s'inscrit dans la stratégie globale de sponsoring d'événements sportifs souhaitée par Capgemini.

### Historique de la marque et du logo
L'as de pique est présent dans le logo du groupe depuis sa création.

Marques et logos
Logo de Sogeti (1967-1970).
Logo de Sogeti (1970-1975).
Logo Cap Gemini Sogeti (1975-1996).
Logo Gemini Consulting (1991-2001).
Logo de Cap Gemini entre 1996 et 2000.
Logo de Cap Gemini Ernst & Young entre 2000 et 2004.
Logo de Capgemini entre 2004 et 2017.
Logo de Capgemini depuis 2017.

## Polémiques

### Optimisation fiscale
Capgemini n'aurait payé aucun impôt sur les sociétés de 2011 à 2020 en dépit d'un chiffre d’affaires de 329 millions d’euros en France pointe en 2022, un rapport du Sénat, qui met en cause « un exemple caricatural d’optimisation fiscale ». Les annexes du rapport de la commission d’enquête sénatoriale rapportent notamment que Capgemini aurait décroché à Bercy entre 2018 et 2021 quelque 7,6 millions d’euros de contrats divers et variés. En outre, alors qu’un redressement de 17,3 millions d’euros devait lui être infligé, Capgemini obtient une ristourne ramenant la note à 3,9 millions avec l’abandon des rectifications pour les années entre 2009 et 2014.

### Prestataire de l'État français
Pendant le premier mandat d'Emmanuel Macron, Capgemini facture au moins 1,1 milliard d’euros de missions à l’État, pour plus de 250 contrats publics avec de nombreux ministères (armées, santé,, écologie et économie, éducation nationale, recherche, intérieur, affaires étrangères, travail, agriculture, culture), ainsi que pour le premier ministre et le président.
Capgemini intervient notamment dans la politique de réduction du nombre de lits du ministère de la santé, par exemple, pour supprimer 179 lits et 600 emplois à l’hôpital de Nancy en 2019.
L’Agence nationale de l'habitat (ANAH) a acheté à Capgemini plus de 30 millions d’euros de prestations depuis 2016, pour la création d'une plate-forme devant aider les ménages à mener des travaux de rénovation énergétique dans leurs habitations : l'application MaPrimeRénov, dont les bugs de fonctionnement sont dénoncés par des milliers d’usagers. L’ANAH mandate cependant à nouveau Capgemini pour lui confier la responsabilité du guichet unique pour la rénovation de l’habitat (France Rénov') et la plateforme d'une aide financière destinée aux seniors (MaPrimeAdapt’). En plein conflit d'intérêts, Capgemini a mené l'audit du fonctionnement du département des aides et des relations aux usagers (DARU) de l’ANAH.
Certains projets sont facturés mais abandonnés, comme le remplacement pour 263 millions d’euros du logiciel de paie de l'éducation nationale, finalement abandonné à cause, selon la Cour des comptes, de « la mauvaise qualité des applications livrées par [Capgemini] », ou le logiciel Scribe de dématérialisation des plaintes de la police nationale (8 millions d’euros).
Concernant d'éventuels conflits d'intérêts à la suite de rétro-pantouflages, Mediapart relève qu'un ancien cadre de Capgemini a rédigé le marché public qui allait être attribué à Capgemini pour moderniser le traitement des courriers reçus par l’Elysée. Le Monde note qu'un cadre de Capgemini est devenu en 2018, le numéro deux de la Direction interministérielle de la transformation publique, qui attribue des missions de conseil aux cabinets privés.

### Relations entre Capgemini et le secteur public
En février 2022, à la suite de l'affaire McKinsey, la sénatrice Éliane Assassi analyse les activités de chaque cabinet sur des missions précises. Étienne Grass, ancien camerade à l’ENA de Emmanuel Macron et response de la market unit secteur publique chez Capgemini, accompagné de son collègue Mathieu Dougados, PDG de Capgemini Invent, ont défendu le rôle de Capgemini. Cependant, leurs réponses vagues et leur incapacité à révéler les détails financiers du contrat ont nourri les soupçons.
Elle cite notamment le cas d’un ancien salarié du groupe Capgemini,  Cédric Bonamigo, nommé à la tête du service de la correspondance de l’Élysée, service qui a fait appel au même cabinet pour réorganiser ses outils numériques. Il s’agissait de mettre sur pied un système d’automatisation de la lecture du courrier pour en produire des rapports. « Ce n’est pas gênant, de votre point de vue, que ce soit un ancien salarié de Capgemini qui soit chargé de revisiter le service des correspondances de l’Élysée », demande la sénatrice. « Ce n’est pas à nous d’avoir un avis sur qui, au sein de l’organisation cliente, déclenche ce type de prestation », répond Mathieu Dougados, directeur exécutif, invitant la commission à demander à l’Élysée.
« En principe, nos salariés n’ont pas vocation à être recrutés », rebondit Etienne Grass, directeur des activités secteur public à Capgemini. Et pour cause, « quand ça se passe, cela nous met dans une situation complexe », reconnaît-il. Le cabinet fait toutefois une exception vis-à-vis de l’État, en n’appliquant pas certaines clauses contractuelles qui empêchent un salarié de rejoindre un client, « à la condition qu’il y ait un cadre déontologique qui soit fixé », souligne le directeur.
En juin 2022, Le Monde publie une enquête concernant les significatifs projets lucratifs menés par Capgemini pour le secteur public français (« Cabinets de conseil : Capgemini, le coûteux prestataire dont l’Etat ne sait plus se passer »). Le nom d’Etienne Grass, chef de la market unit « secteur public » de Capgemini Invent depuis 2017, est mentionné parmi les responsables de la dynamique.